# (11647) 1997 BN3
(11647) 1997 BN3  es un asteroide perteneciente al cinturón de asteroides, descubierto el 31 de enero de 1997 por Takao Kobayashi desde el Observatorio de Ōizumi, en Japón.

## Designación y nombre
Designado inicialmente como 1997 BN3.

## Características orbitales
(11647) 1997 BN3 orbita a una distancia media del Sol de 3,019 ua, pudiendo acercarse hasta 2,856 ua y alejarse hasta 3,182 ua. Tiene una excentricidad de 0,054 y una inclinación orbital de 2,584° grados. Emplea en completar una órbita alrededor del Sol 1915,97 días.
Los próximos acercamientos a la órbita de Júpiter ocurrirán el 30 de noviembre de 2057, el 7 de diciembre de 2104 y el 13 de diciembre de 2151.

## Características físicas
Su magnitud absoluta es 13,45. Tiene 5,911 km de diámetro. Su albedo se estima en 0,265.